# Oulitsa Dybenko (métro de Saint-Pétersbourg)
Oulitsa Dybenko (en russe : У́лица Дыбе́нко) est la station terminus est de la ligne 4 du Métro de Saint-Pétersbourg. Elle est située dans le raïon de la Neva à Saint-Pétersbourg en Russie.
Mise en service en 1985, elle est desservie par les rames de la ligne 4 du métro de Saint-Pétersbourg.

## Situation sur le réseau

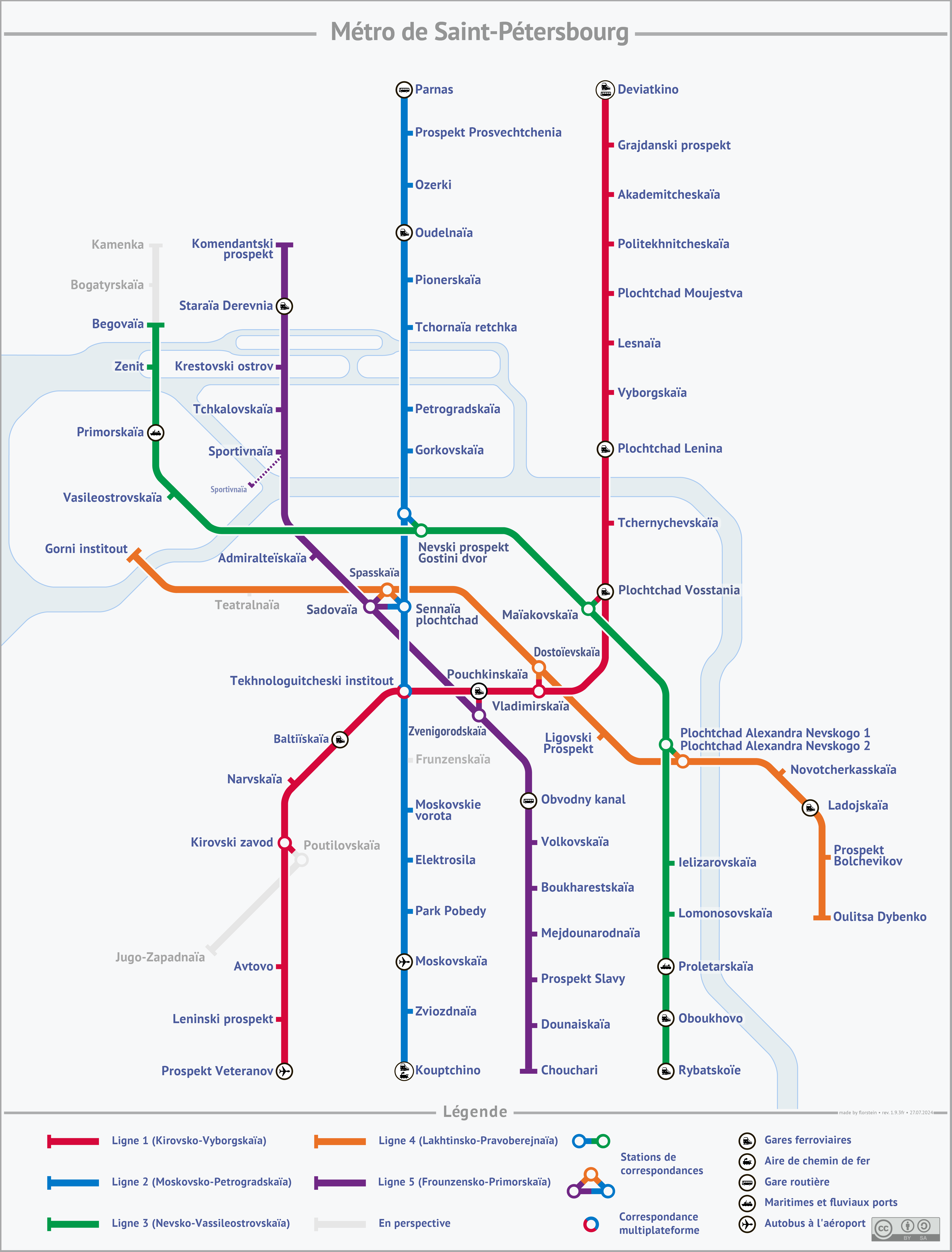
Plan du métro.

Établie en souterrain, à 65 mètres de profondeur,'Oulitsa Dybenko est la station terminus est de la ligne 4 du métro de Saint-Pétersbourg. Elle est située avant la station Prospekt Bolchevikov, en direction du terminus ouest Spasskaïa.
La station dispose d'un quai central encadré par les deux voies de la ligne.

## Histoire
La station Oulitsa Dybenko est mise en service le 1er octobre 1987, lors de l'ouverture à l'exploitation du prolongement de Prospekt Bolchevikov au nouveau terminus Oulitsa Dybenko. Elle doit son nom à celui d'une rue proche.

## Services aux voyageurs

### Accès et accueil
La station dispose d'un pavillon d'accès en surface, il est en relation avec le quai par un tunnel en pente équipé de quatre escaliers mécaniques.

### Desserte
Oulitsa Dybenko, station terminus, est desservie par les rames de la ligne 4 du métro de Saint-Pétersbourg..

Installations
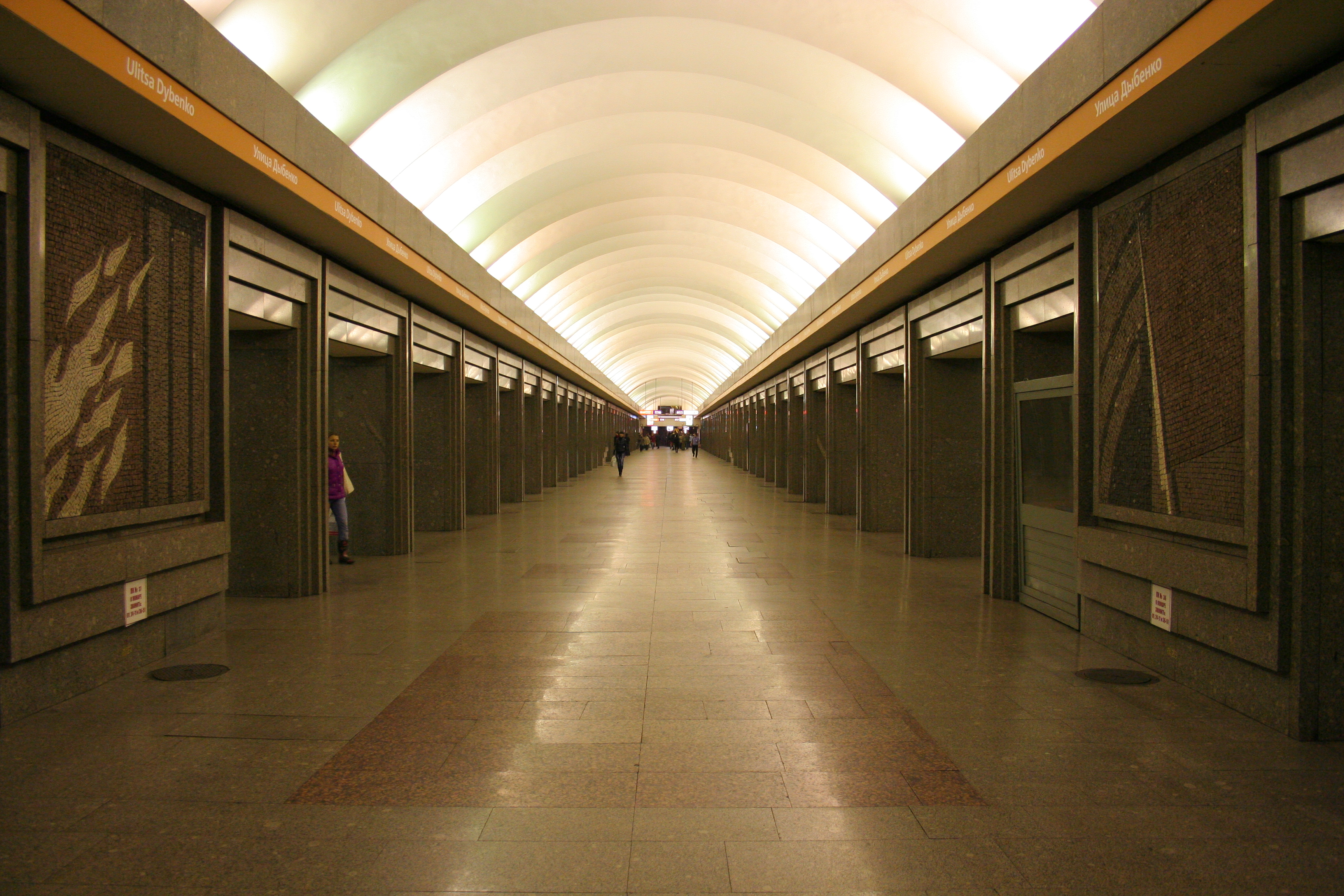
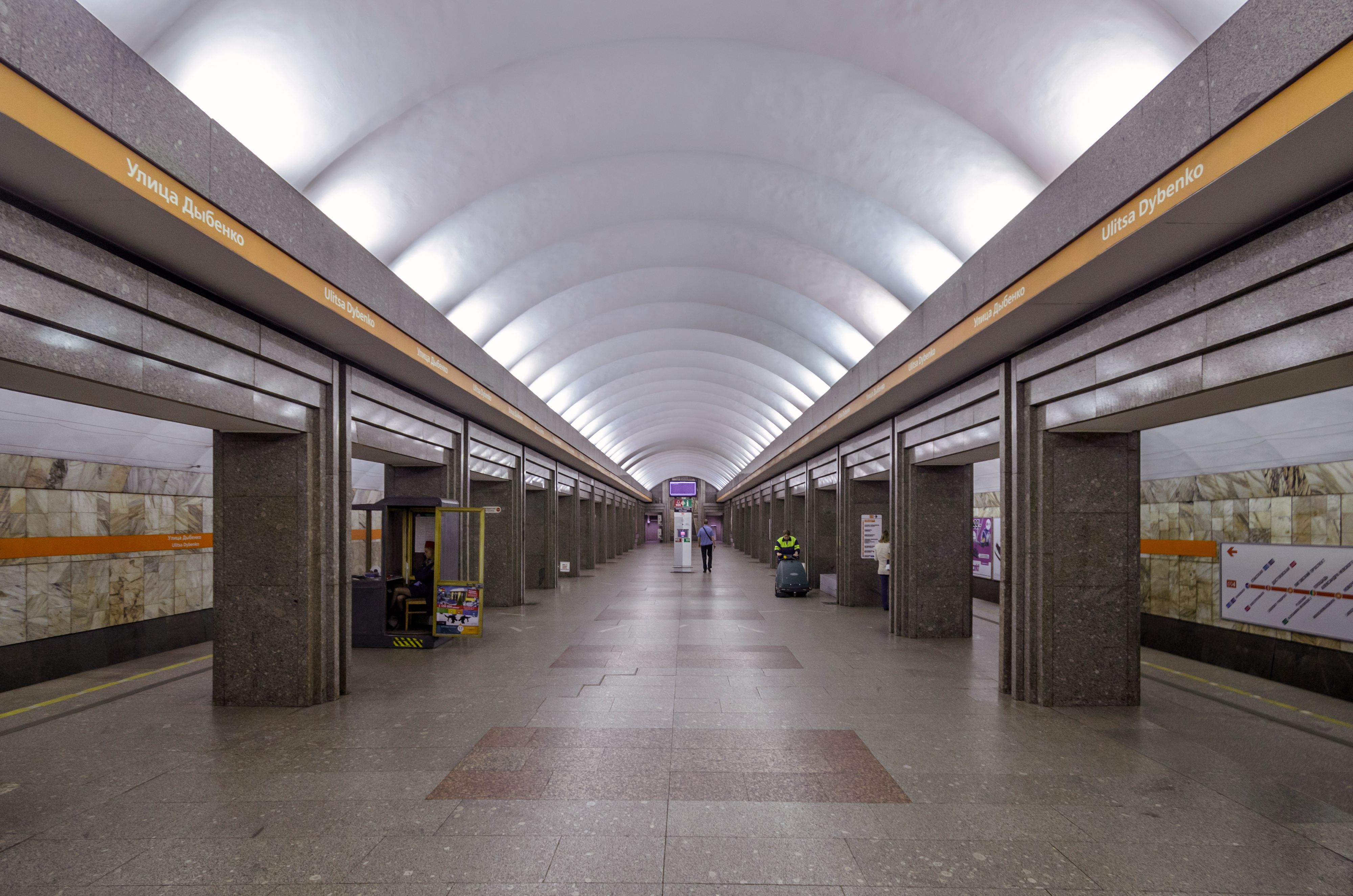
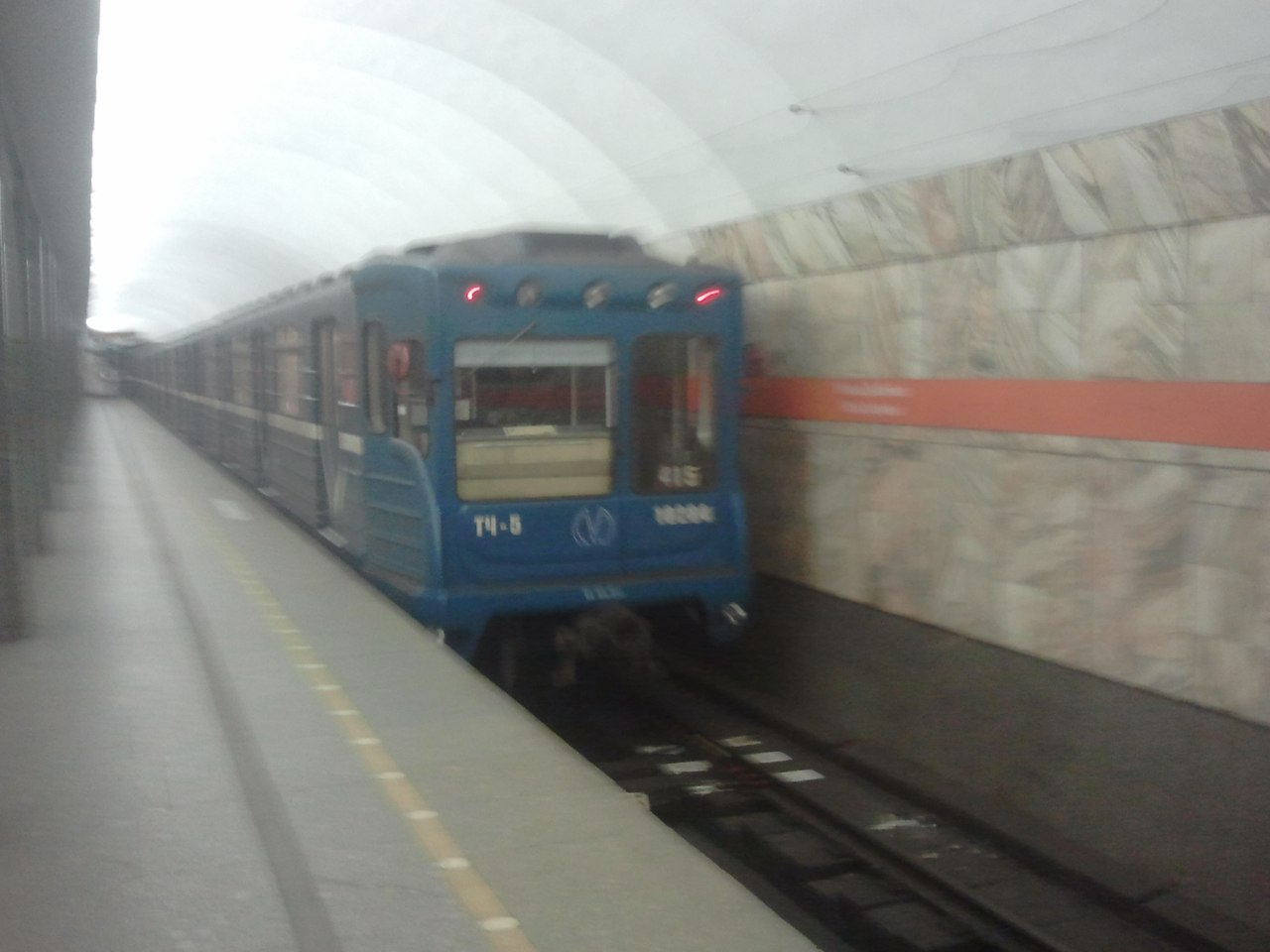

### Intermodalité
À proximité : une station du Tramway de Saint-Pétersbourg est desservie par les lignes 7, 23 et A ; des arrêts des trolleybus de Saint-Pétersbourg sont desservis par les lignes 14, 27, 28 et 43 ; et des arrêts de bus sont desservis par de nombreuses lignes.

## Projet
Le prolongement de la ligne, vers l'est, avec la création d'une station dénommée Koudrovo (ru) a débuté à la fin des années 1980 avant d'être arrêté faute de financement. Depuis le projet est redevenu plusieurs fois d'actualité sans être concrétisé. Lors du dernier report en 2020 les autorités assurent que dans le cadre de la construction d'autres stations ce projet d'une station entre la fin de la ligne et le dépôt nécessaire doit bien se concrétiser, mais la date est indéterminée.